# William Smith (cyclisme)
Pour les articles homonymes, voir William Smith et Smith.
William Smith (né en 1893 - mort en octobre 1958) est un coureur cycliste sur piste et cycliste sur route sud-africain des années 1920.

## Palmarès
- 1920
  -  Médaillé d'argent en tandem aux Jeux olympiques d'Anvers
  -  Médaillé de bronze en poursuite par équipe sur piste aux Jeux olympiques d'Anvers